# Empirismo e soggettività
Empirismo e soggettività (titolo originale in francese Empirisme et subjectivité) è il primo saggio scritto da Gilles Deleuze. Il libro si rivolge al pensiero del filosofo scozzese David Hume.

## Tematiche

### Visione generale
Empirismo e soggettività si rivolge al pensiero del filosofo scozzese David Hume. Cardine dell'analisi è l'abbozzo di una logica della relazione basata sull'assunto che la relazione è sempre esterna ai termini che mette in collegamento. La relazione è così quel quid di differenza che emerge dai dati. Tutto ciò assume una particolare luce nel momento in cui si tenga conto che, prendendo spunto dal concetto humeiano di abitudine, Deleuze si chiede in questo libro come sia possibile che da una serie di atti stereotipati (dovuti ad esempio all'istinto o all'educazione) si giunga a formare quella particolare e differente prospettiva che chiamiamo soggetto.
Si tratta qui del primo abbozzo di quello che poi diverrà uno dei problemi più indagati da Deleuze: quello della "ripetizione" che si preciserà nei suoi successivi studi (uno su tutti Differenza e ripetizione del 1968), dove il tema della ripetizione verrà analizzato mediante una originale re-interpretazione dell'eterno ritorno di Nietzsche.
Altro tema presente in questo primo testo è quello del ruolo svolto dall'immaginazione nei processi di pensiero. Nell'interpretazione di Deleuze infatti l'empirismo non è una filosofia dei sensi ma una filosofia dell'immaginazione. Il tema delle immagini in rapporto al pensiero poi diverrà uno dei temi ricorrenti nei suoi testi.

### I Capitoli
- Capitolo primo - Problema della conoscenza e problema morale
- Capitolo secondo - Il mondo della cultura e le regole generali
- Capitolo terzo - Il potere dell'immaginazione nella morale e nella conoscenza
- Capitolo quarto - Dio e il mondo
- Capitolo quinto - Empirismo e soggettività
- Capitolo sesto - I principi della natura umana
- Conclusioni - La finalità

## Edizioni
- Gilles Deleuze, Empirisme et subjectivité. Essai sur la nature humaine selon Hume, Paris: Press Universitaires de France, 1953.
- Gilles Deleuze, Empirismo e soggettività. Saggio sulla natura umana secondo Hume, traduzione di Marta Cavazza, Bologna: Cappelli, 1981,  p. 151.
- Gilles Deleuze, Empirismo e soggettività. Saggio sulla natura umana secondo Hume, traduzione di Marta Cavazza, Napoli : Cronopio, 2000,  p. 174, ISBN 978-88-89446-79-9.
- Gilles Deleuze, Empirismo e soggettività. Saggio sulla natura umana secondo Hume, traduzione di Filippo Domenicali, postfazione di Ubaldo Fadini, Napoli-Salerno: Orthotes, 2018, pp. 190, ISBN 978-88-9314-161-1